# استینا نیلسون
استینا نیلسون (انگلیسی: Stina Nilsson؛ زادهٔ ۲۴ ژوئن ۱۹۹۳) اسکی‌باز صحرانوردی اهل سوئد است.
او ۱ طلا ۲ نقره و ۲ برنز مسابقات المپیک و ۲ طلا و ۵ نقره قهرمانی جهان را در کارنامه خود دارد. همچنین او موفق به کسب ۳ طلا و ۱ نقره قهرمانی جوانان جهان و ۱ طلای المپیک جوانان اروپا شده‌است.